# Tim Bergling Foundation
Tim Bergling Foundation är en svensk stiftelse som grundades 2019 av Klas Bergling och Anki Lidén, föräldrar till musikern Avicii, det vill säga Tim Bergling, för att hedra hans minne och fortsätta att agera i hans anda. Avicii begick självmord 2018. Stiftelsen tillkom för att förebygga självmord och psykisk ohälsa, klimatförändringar, skydd av hotade arter, naturvård och biståndsverksamhet.
19 augusti 2024 meddelade Tim Berglings familj att Aviciis saker som donerats av familjen ska auktioneras ut, och intäkterna går oavkortat till stiftelsen.